# Patinação artística nos Jogos Asiáticos de Inverno de 2017 - Dança no gelo
A competição de dança no gelo da patinação artística na Jogos Asiáticos de Inverno de 2017 foi realizada no Makomanai Ice Arena em Sapporo, Japão. A dança curta foi disputada no dia 23 de fevereiro e a dança livre no dia 24 de fevereiro.

## Medalhistas
| Ouro   | CHN Wang Shiyue / Liu Xinyu    |
| Prata  | JPN Kana Muramoto / Chris Reed |
| Bronze | CHN Zhao Yan / Chen Hong       |

## Resultados
| Pos.              | Nome                             | Nacionalidade | Pontos | PC        | PL        |
| ----------------- | -------------------------------- | ------------- | ------ | --------- | --------- |
| Medalha de ouro   | Wang Shiyue / Liu Xinyu          | China         | 164.28 | 66.02 (1) | 98.26 (1) |
| Medalha de prata  | Kana Muramoto / Chris Reed       | Japão         | 159.14 | 64.74 (2) | 94.40 (2) |
| Medalha de bronze | Zhao Yan / Chen Hong             | China         | 142.42 | 59.02 (3) | 83.40 (3) |
| 4                 | Lee Ho-Jung / Richard Kam        | Coreia do Sul | 131.22 | 51.56 (4) | 79.66 (4) |
| 5                 | Ibuki Mori / Kentaro Suzuki      | Japão         | 124.12 | 48.84 (5) | 75.28 (5) |
| 6                 | Matilda Friend / William Badaoui | Austrália     | 105.98 | 42.56 (6) | 63.42 (6) |
| 7                 | Aldrin Mathew / Anup Kumar Yama  | Índia         | 31.28  | 10.18 (7) | 21.10 (7) |

Legenda
| Recorde mundial      | Recorde mundial (World record)               |                       | Recorde africano                      | Recorde africano (African) |                                           | Q | Classificado por posição (Qualified) |
| Recorde olímpico     | Recorde olímpico (Olympic record)            | Recorde da América    | Recorde da América (Americas)         | q                          | Classificado por melhor tempo (Qualified) |   |                                      |
| Melhor marca do ano  | Melhor marca do ano (World leading)          | Recorde asiático      | Recorde asiático (Asian)              | DNS                        | Não largou (Did not start)                |   |                                      |
| Recorde nacional     | Recorde nacional (National record)           | Recorde europeu       | Recorde europeu (European)            | DNF                        | Não terminou (Did not finish)             |   |                                      |
| Recorde pessoal      | Recorde pessoal do atleta (Personal best)    | Recorde da Oceania    | Recorde da Oceania (Oceania)          | DSQ / DQ                   | Desclassificado (Disqualified)            |   |                                      |
| Recorde da temporada | Recorde da temporada do atleta (Season best) | Recorde sul-americano | Recorde sul-americano (South America) | NM                         | Sem marca (No mark)                       |   |                                      |